# Tachia Girl
Singles de S/mileage
Uchōten Love
(2011) Please Miniskirt Post Woman
(2011)
 Tachia Girl  (タチアガール, ou Tachiagirl) est le 7e single "major" (et 11e single au total) du groupe de J-pop S/mileage, sorti en 2011.

## Présentation
Le single, écrit, composé et produit par Tsunku, sort le 28 septembre 2011 au Japon sur le label hachama, trois mois après le précédent single du groupe, Uchōten Love. Il atteint la 4e place du classement des ventes de l'oricon, et reste classé pendant quatre semaines. Il sort aussi en cinq éditions limitées notées "A", "B", "C", "D", et "E", avec des pochettes différentes, une chanson en "face B" différente sur les éditions "C" et "D" ("E" n'a pas de "face B"), et un DVD différent en supplément sur les éditions "A" et "B". Le single sort aussi au format "Single V" (vidéo DVD contenant le clip vidéo) deux semaines plus tard, le 12 octobre 2011 ; il ne sort pas cette fois dans une édition limitée "Event V" (DVD) vendue lors de prestations du groupe.
La chanson-titre figurera en fin d'année sur la compilation annuelle du Hello! Project Petit Best 12, puis sur la compilation du groupe S/mileage Best Album Kanzenban 1 qui sort en 2012. La chanson en "face B" est une nouvelle chanson, Smile Ondon. Celle de l'édition limitée "C" est une reprise de Boogie Train '03 sortie en single en 2003 par Miki Fujimoto, tandis que celle de l'édition limitée "D" est un remix des singles du groupe. L'édition limitée "E" ne contient que la chanson-titre et sa version instrumentale, sans "face B" ni DVD, mais elle est vendue à la moitié du prix normal.
C'est le seul single de la brève formation à huit membres du groupe, sorti après l'intégration de cinq nouvelles membres le mois précédent et après le départ de Saki Ogawa. Comme pour le précédent single, à cette occasion est produit en distribution limitée un coffret contenant les six versions différentes du single CD et un ticket d'entrée permettant aux acheteurs de rencontrer le groupe et de se faire photographier avec cette nouvelle formation. L'une des nouvelles, Fuyuka Kosuga, doit cependant quitter le groupe quelques jours avant la sortie du single pour des raisons médicales, mais reste créditée sur le disque qui n'a pu être modifié en conséquence. Sur la pochette, les cinq nouvelles portent un costume différent de celui des trois "anciennes" du groupe.

## Formation
Membres du groupe créditées sur le single :
- Ayaka Wada
- Yūka Maeda
- Kanon Fukuda
- Kana Nakanishi
- Fuyuka Kosuga
- Akari Takeuchi
- Rina Katsuta
- Meimi Tamura

## Liste des titres
Single CD (édition régulière)
1. Tachia Girl  (タチアガール?)
2. Smile Ondon  (スマイル音丼?)
3. Tachia Girl (instrumental)  (タチアガール...?)

Single CD des éditions limitées "A" et "B"
1. Tachia Girl  (タチアガール?)
2. Smile Ondon  (スマイル音丼?)
3. Tachia Girl (instrumental)  (タチアガール...?)

DVD de l'édition limitée "A"
1. Tachia Girl (Dance Shot Ver.)  (タチアガール...?)

DVD de l'édition limitée "B"
1. Tachia Girl (Warugaki Ver.)  (タチアガール) (悪ガキッ Ver.?)

Single CD, édition limitée "C"
1. Tachia Girl  (タチアガール?)
2. Boogie Train '11  (ブギートレイン'11?) (reprise de Boogie Train '03)
3. Tachia Girl (instrumental)  (タチアガール...?)

Single CD, édition limitée "D"
1. Tachia Girl  (タチアガール?)
2. S/mileage Singles Gekijō Moe Remix  (スマイレージ シングルス 激萌えリミックス?)
3. Tachia Girl (instrumental)  (タチアガール...?)

Single CD, édition limitée "E"
1. Tachia Girl  (タチアガール?)
2. Tachia Girl (instrumental)  (タチアガール...?)

Single V (DVD)
1. Tachia Girl  (タチアガール?) (clip vidéo)
2. Tachia Girl (Close-up Ver.)  (タチアガール...?)
3. Making Eizō  (メイキング映像?) (making of)